# Clearbrook (Minnesota)
Clearbrook es una ciudad ubicada en el condado de Clearwater en el estado estadounidense de Minnesota. En el Censo de 2010 tenía una población de 518 habitantes y una densidad poblacional de 409 personas por km².

## Geografía
Clearbrook se encuentra ubicada en las coordenadas 47°41′46″N 95°25′42″O / 47.69611, -95.42833. Según la Oficina del Censo de los Estados Unidos, Clearbrook tiene una superficie total de 1.27 km², de la cual 1.27 km² corresponden a tierra firme y (0%) 0 km² es agua.

## Demografía
Según el censo de 2010, había 518 personas residiendo en Clearbrook. La densidad de población era de 409 hab./km². De los 518 habitantes, Clearbrook estaba compuesto por el 94.59% blancos, el 0% eran afroamericanos, el 3.86% eran amerindios, el 0% eran asiáticos, el 0% eran isleños del Pacífico, el 0% eran de otras razas y el 1.54% pertenecían a dos o más razas. Del total de la población el 0.77% eran hispanos o latinos de cualquier raza.